# Clare (Iowa)
Clare – miasto w Stanach Zjednoczonych, w stanie Iowa, w hrabstwie Webster.

## Demografia
Zgodnie ze spisem statystycznym z 2000 roku, miasto liczyło 190 mieszkańców. W 2023 roku liczba mieszkańców spadła do 136 osób, a gęstość zaludnienia poniżej 105 osób/km².